# Quint Minuci Terme (propretor 51 aC)
Quint Minuci Terme (en llatí: Quintus Minucius Thermus) va ser un magistrat romà del segle i aC. Formava part de la gens Minúcia.
Va ser propretor a Àsia l'any 51 aC i el 50 aC. Ciceró li va escriure diverses cartes on elogiava el seu bon govern a la província. L'any 49 aC a l'inici de la Segona guerra civil, va abraçar el bàndol de Pompeu i va ser enviat amb cinc cohorts a ocupar Iguvium. Però en acostar-se Gai Escriboni Curió amb tres cohorts, va fugir de la ciutat.
L'any 43 aC torna a aparèixer com ambaixador enviat per Marc Emili Lèpid a Sext Pompeu. Posteriorment va seguir Sext Pompeu en les seves vicissituds fins que el va abandonar l'any 35 aC i es va passar a Marc Antoni. Més endavant no torna a ser esmentat.